# Borotice (district de Znojmo)
Pour les articles homonymes, voir Borotice.
Borotice (en allemand : Borotitz) est une commune du district de Znojmo, dans la région de Moravie-du-Sud, en République tchèque. Sa population s'élevait à 439 habitants en 2020.

## Géographie
Borotice est arrosée par la Jevišovka, un affluent de la Dyje, et se trouve à 14 km à l'est de Znojmo, à 47 km au sud-ouest de Brno et à 189 km au sud-est de Prague.
La commune est limitée par Oleksovice au nord, par Čejkovice au nord-est, par Božice à l'est, par Krhovice au sud, par Hodonice au sud-est et par Lechovice à l'ouest.

## Histoire
La première mention écrite du village date de 1283.